# Route nationale 725
Pour les articles homonymes, voir Route 725.
La route nationale 725, ou RN 725, était une route nationale française reliant Bressuire à Saint-Amand-Montrond. Elle était longue de 251 km.
À la suite de la réforme de 1972, elle a été déclassée en RD 725 dans les Deux-Sèvres, dans la Vienne et en Indre-et-Loire et en RD 925 dans l'Indre et dans le Cher.
Avant 1989, avec le développement du réseau autoroutier et de la RCEA, cette nationale constituait un axe important Est-Ouest, pour les habitants de Bourgogne et de Rhône-Alpes, pour rejoindre les plages vendéennes et la Charente-Maritime, voire le sud de la Bretagne.

## Ancien tracé

### De Bressuire à Preuilly-sur-Claise (D 725)
- Bressuire
- Faye-l'Abbesse
- Boussais
- Airvault (la RD 725E, ou rocade d’Airvault, la contourne par le sud)
- Maisoncelle, commune d’Assais-les-Jumeaux
- La Grimaudière
- Lignières, commune de Chouppes
- Mirebeau
- Lencloître (sa traversée est la RD 725A)
- Saint-Genest-d'Ambière
- Scorbé-Clairvaux
- Châtellerault
- La Taudière, commune de Châtellerault
- Coussay-les-Bois
- La Roche-Posay (la RD 725B la contourne par le nord)
- La Revaudière, commune d’Yzeures-sur-Creuse (la RD 725B passe également sur le territoire de la commune)
- Preuilly-sur-Claise

### D’Azay-le-Ferron à Saint-Amand-Montrond (D 925)
- Azay-le-Ferron
- Carcot, commune de Paulnay
- Paulnay
- Mézières-en-Brenne
- Subtray, commune de Mézières-en-Brenne
- Corbançon, commune de Mézières-en-Brenne
- Vendœuvres
- Claise, commune de Neuillay-les-Bois
- La Croix Rouge, commune de Niherne
- Châteauroux
- Déols
- Diors
- Vouillon
- Le Relais, commune d’Ambrault
- Bommiers
- Pruniers
- Lignières
- Chassepain, commune de Lignières
- Orval
- Saint-Amand-Montrond